# Myron Hunt
Pour les articles homonymes, voir Hunt.
Myron Hunt est un architecte américain né le 27 février 1868 à Sunderland et mort le 26 mai 1952 à Port Hueneme. Il a notamment signé le Yosemite Administration Building, dans le parc national de Yosemite.